# Gran Premio de Llodio 2011
Il Gran Premio de Llodio 2011, sessantaduesima edizione della corsa e valida come evento del circuito UCI Europe Tour 2011 categoria 1.1, fu disputata il 23 aprile 2011, per un percorso totale di 178,8 km. Fu vinta dallo spagnolo Santiago Pérez, al traguardo con il tempo di 4h15'50" alla media di 41,934 km/h.
Al traguardo 82 ciclisti portarono a termine il percorso.

## Ordine d'arrivo (Top 10)
| Pos. | Corridore         | Squadra       | Tempo    |
| ---- | ----------------- | ------------- | -------- |
| 1    | Santiago Pérez    | Barbot-Efapel | 4h15'50" |
| 2    | Daniele Ratto     | Geox-TMC      | a 4"     |
| 3    | Marcos Fernández  | KTM-Murcia    | s.t.     |
| 4    | Andrey Amador     | Movistar Team | s.t.     |
| 5    | Juan Pablo Suárez | EPM-UNE       | s.t.     |
| 6    | André Cardoso     | Tavira-Prio   | s.t.     |
| 7    | José Herrada      | Caja Rural    | s.t.     |
| 8    | Mikel Nieve       | Euskaltel     | s.t.     |
| 9    | Antonio Piedra    | Andalucía     | s.t.     |
| 10   | Mauricio Ardila   | Geox-TMC      | s.t.     |